# Mistrovství Asie a Oceánie v ledním hokeji do 18 let 2002
Mistrovství Asie a Oceánie v ledním hokeji do 18 let 2002 byl devatenáctý asijský U18 turnaj v ledním hokeji. Bylo to počtvrté, kdy byl součástí Mistrovství světa do 18 let, ale na rozdíl od předchozích tří let byly obě divize sloučeny do jedné skupiny. Turnaj se konal od 10. března do 15. března 2002 v Aucklandu na Severním ostrově Nového Zélandu. Turnaje se zúčastnilo šest družstev, která hrála i v předchozím ročníku. Hrála spolu jednokolově každé s každým. Vítězství si připsali junioři Číny před juniory Austrálie a juniory domácího Nového Zélandu. Vzhledem k začlenění asijských účastníků do skupin mistrovství světa v následujícím roce si všechna zúčastněná družstva zajistila účast ve 3. divizi Mistrovství světa v následujícím roce, čehož však využila jen první tři.

## Výsledky
|    |             | Čína | Austrálie | Nový Zéland | Mongolsko | Tchaj-wan | Thajsko | V | R | P | VG | OG  | B  |
| 1. | Čína        | ***  | 7:4       | 5:0         | 17:1      | 20:0      | 31:0    | 5 | 0 | 0 | 80 | 5   | 10 |
| 2. | Austrálie   | 4:7  | ***       | 7:2         | 9:2       | 16:1      | 38:1    | 4 | 0 | 1 | 74 | 13  | 8  |
| 3. | Nový Zéland | 0:5  | 2:7       | ***         | 14:1      | 16:1      | 19:0    | 3 | 0 | 2 | 51 | 14  | 6  |
| 4. | Mongolsko   | 1:17 | 2:9       | 1:14        | ***       | 5:2       | 10:4    | 2 | 0 | 3 | 19 | 46  | 4  |
| 5. | Tchaj-wan   | 0:20 | 1:16      | 1:16        | 2:5       | ***       | 7:2     | 1 | 0 | 4 | 11 | 59  | 2  |
| 6. | Thajsko     | 0:31 | 1:38      | 0:19        | 4:10      | 2:7       | ***     | 0 | 0 | 5 | 7  | 105 | 0  |